# تجمع ضروبح (رماة)

تعديل مصدري - تعديل

تجمع ضروبح هي إحدى قرى عزلة رماة بمديرية رماة التابعة لمحافظة حضرموت، بلغ تعداد سكانها 127 نسمة حسب تعداد اليمن لعام 2004.